# Sergueï Naïdenov
Pour les articles homonymes, voir Alekseïev.
Sergueï Naïdenov (en russe : Серге́й Алекса́ндрович Найдёнов), né Sergueï Aleksandrovitch Alekseïev le 26 septembre 1868 à Kazan et mort le 5 décembre 1922 à Yalta, est un écrivain, dramaturge et scénariste russe.

## Biographie
Sergueï Naïdenov naît dans la famille de marchand à Kazan. En 1886, il se rend à Moscou et entre au département d'art dramatique de l'École Philharmonique, dont il sort diplômé en 1889, classe de Alexander Ioujine et Ossip Pravdine. En 1891-1893, sous le pseudonyme de Rogojine, se produit dans des seconds rôles dans des troupes provinciales à Vologda, Voronej, Tver, Saratov. À l'automne 1900, il s'installe à Moscou.
En 1901, il écrit sa première et meilleure pièce, Les Enfants de Vaniouchineet l'envoie à l'automne 1901, à Saint-Pétersbourg pour le concours de la Société littéraire et artistique - sa pièce figure parmi celles récompensées et, selon les termes du concours, est acceptée pour la mise en scène. Le 10 décembre 1901, à Saint-Pétersbourg, au théâtre privé de la Société littéraire et artistique, eut lieu la première des Enfants de Vaniouchine, mise en scène par Evtikhi Karpov. Le 14 décembre 1901, la pièce fut jouée au Théâtre Korch à Moscou.
En 1909, Naïdenov reçut un diagnostic de tuberculose pulmonaire et, sur les conseils des médecins, il s'installa à Yalta. Ici, il a passé les dernières années de sa vie.
Mort le 5 décembre 1922, Sergueï Naïdenov est enterré au cimetière de la colline Polikour à Yalta.

## Œuvre
dramaturgie
scénarios
- 1973 : Les Enfants de Vaniouchine (Дети Ванюшина) de Evgueni Tachkov